# Mangelinstrument

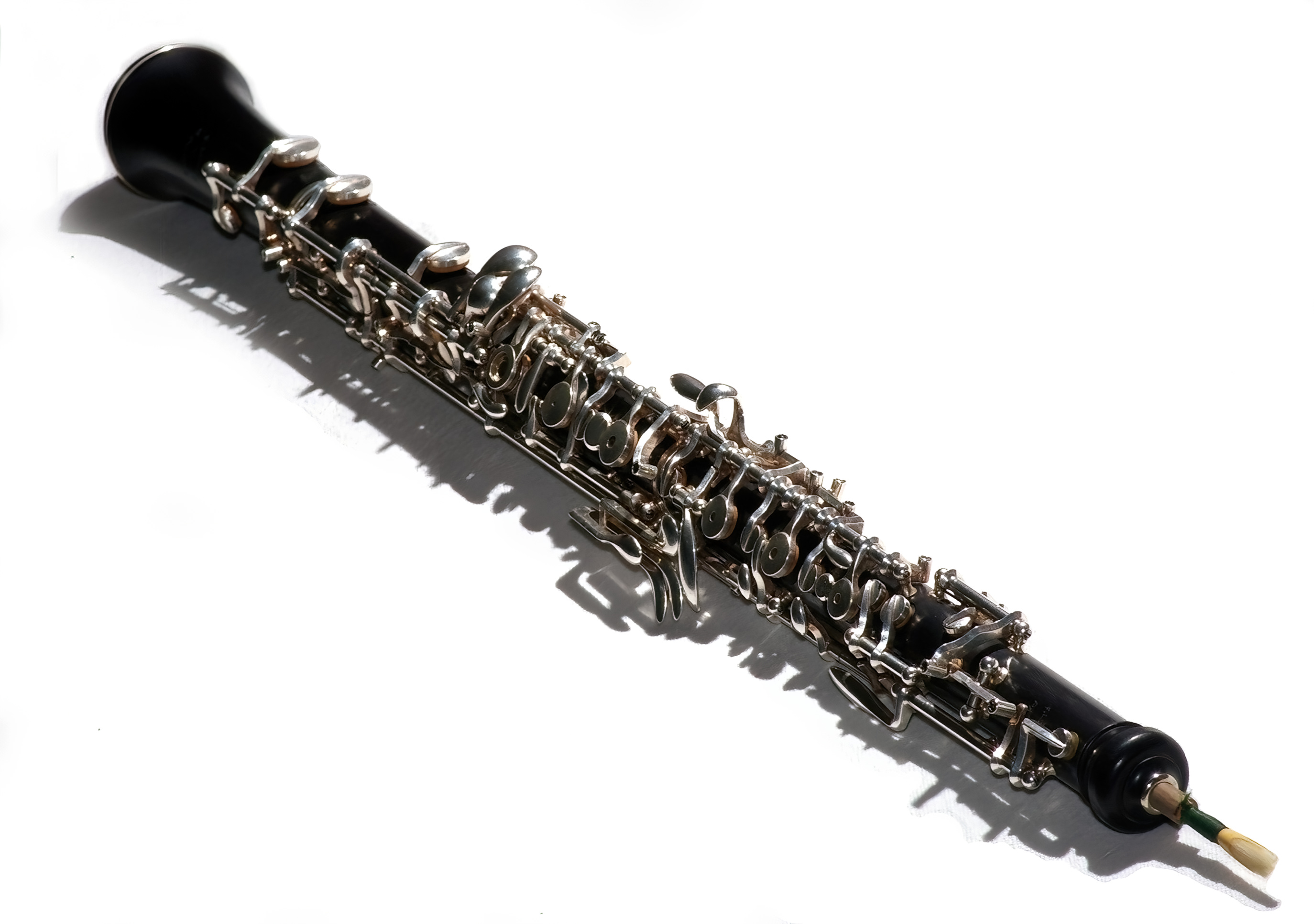
Oboe

Als Mangelinstrument wird ein Musikinstrument bezeichnet, dessen Spiel vergleichsweise wenige Menschen erlernen. Das führt dazu, dass es in Musikschulen, Orchestern oder anderen musikalischen Ensembles an Spielern dieser Instrumente mangelt und die Instrumentalisten dadurch sehr gefragt sind. Zu den typischen Mangelinstrumenten zählen zum Beispiel die Oboe, das Fagott, das Horn, der Kontrabass, die Harfe und die Tuba.

## Förderung
Um mehr Menschen dazu bewegen, das Spielen eines Mangelinstruments zu erlernen, werden mitunter verschiedene Arten einer finanziellen Förderung angeboten. So gibt es zum Beispiel Musikschulen, in denen die Kurse für Mangelinstrumente preiswerter als die für die „gängigen“ Instrumente wie Geige oder Querflöte angeboten werden. Solche Förderungen werden zum Teil auch von Organisationen wie Rotary International finanziert. Auch Musikbünde wie der Nordbayerische Musikbund bieten finanzielle Unterstützungen, etwa beim Kauf spezieller Mangelinstrumente, an. Diese Förderungen können sich sowohl an Musikschulen, als auch an Privatpersonen richten. Zusätzlich dazu kann es noch Förderprogramme auf Landesebene geben, die die Ausbildung auf Mangelinstrumenten unterstützen.